# Microscopie crioelectronică

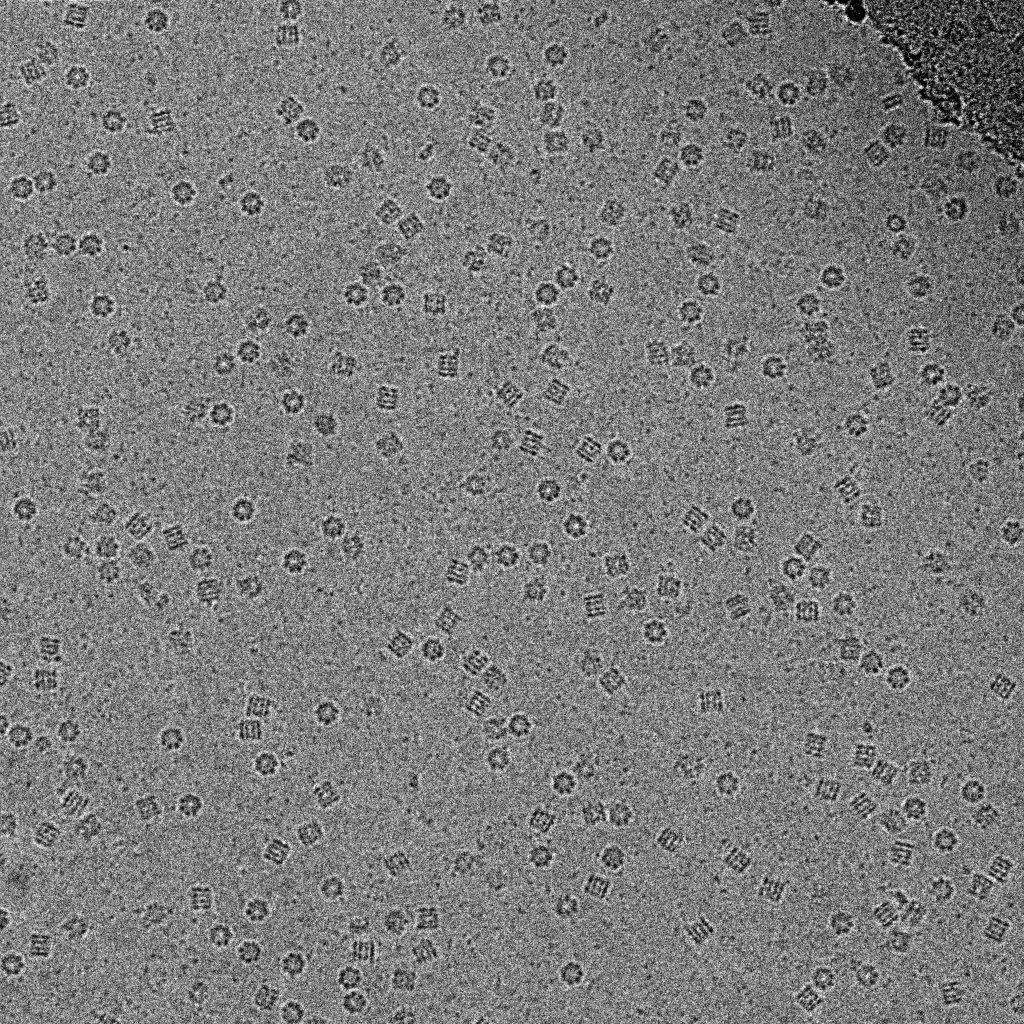
Imagine de microscopie crioelectronică a GroEl suspendată în gheață amorfă la o mărire de 50000x

Microscopia crioelectronică (crio-ME), sau criomicroscopia electronică, este o formă de microscopie electronică de transmisie (MET) în care proba este studiată la temperaturi criogenice (în general temperatura azotului lichid). Crio-ME a câștigat popularitate în biologia structurală.
Avantajul microscopiei crioelectronice provine din faptul că permite observarea unor probe care nu au fost colorate sau fixate în vreun fel, arătându-le în mediul lor nativ. Acest lucru este în contrast cu cristalografia cu raze X, care necesită cristalizarea probelor, care poate fi dificilă, și plasându-le în  medii nefiziologice, poate conduce ocazional la modificări conformaționale funcționale irelevante.
Rezoluția hărților de crio-ME s-a îmbunătățit în mod constant, și în 2014 au fost obținute unele structuri la o rezoluție aproape atomică, incluzând cele de virusuri, ribozomi, mitocondrii, canale ionice, și complexe enzimatice la fel de mici ca 170 kDa , la o rezoluție de 4.5 Å. Bridget Carragher și colegii de la Resursa națională Scripps pentru microscopie moleculară automatizată au utilizat tehnici pe care ea și Clint Potter le-au dezvoltat pentru a crea prima imagine din biologia structurală de microscopie crioelectronică cu o rezoluție mai mică de 3 Ångströmi, ridicând astfel crio-ME la un instrument comparabil și cu un potențial superior tehnicilor de cristalografie tradițională cu raze X. O hartă de 2.2 Å a beta-galactozidazei, o enzimă bacteriană,  a fost publicată în iunie 2015.
O versiune a microscopiei crioelectronice este tomografia crioelectronică (TCE), în cazul căreia o reconstrucție 3D a unui eșantion este creată din  imagini 2D înclinate.

## Dezvoltarea
Justificarea originală a microscopiei crioelectronice a fost crearea unui mijloc de luptă împotriva distrugerilor datorate radiațiilor pentru probele biologice. Cantitatea de radiație necesară pentru a obține o imagine dintr-o probă în microscopia electronică este suficient de mare pentru a fi o sursă potențială de daune pentru structurile delicate ale  probei. În plus, vidul înalt necesar pe coloana  microscopului electronic face ca  mediul să fie destul de dur pentru probă.
Problema vacuumului a fost parțial rezolvată prin introducerea colorării negative, dar chiar și cu colorare negativă probele biologice sunt predispuse la colaps structural prin deshidratare. Încorporarea probei în gheață sub temperatura de sublimare a fost o posibilitate avută în vedere de timpuriu, dar apa tinde să se aranjeze la congelare într-o rețea cristalină cu densitate mai mică  și acest lucru poate distruge structura a orice este încorporat în ea.
La începutul anilor '80, mai multe grupuri care studiau fizica stării solide au încercat să producă gheață vitroasă prin diferite procedee, cum ar fi înghețarea la presiune înaltă sau înghețarea rapidă. Într-o lucrare semnificativă din 1984, grupul condus de Jacques Dubochet de la Laboratorul european de biologie moleculară a arătat imagini ale unui adenovirus încorporat într-un strat vitrificat de apă. Această lucrare este în general considerată ca marcând originea microscopiei crioelectronice, iar tehnica a fost dezvoltată atât de mult, încât a devenit rutină în numeroase laboratoare din întreaga lume.
Energia electronilor utilizați pentru imagistică (80-300 kV) este suficient de mare încât legăturile covalente pot fi rupte. Când se obțin imagini de la probe vulnerabile la radiații, este necesar să se limiteze expunerea la electronii utilizați pentru achiziționarea imaginii. Aceste expuneri reduse, necesită ca imaginile a mii sau chiar milioane de molecule identice, congelate,  să fie selectate, aliniate și realizată o medie, pentru a obține hărți de înaltă rezoluție, folosind software specializat. O îmbunătățire semnificativă a caracteristicilor structurale a fost obținută în 2012 prin introducerea detectoarelor directe de electroni și a unor algoritmi computaționali mai buni.
În 2017, Premiul Nobel pentru Chimie a fost acordat în comun lui Jacques Dubochet, Joachim Frank și Richard Henderson, "pentru dezvoltarea criomicroscopiei electronice cu scopul determinării cu înaltă rezoluție a structurii biomoleculelor din soluții".

## Probele biologice

### Film subțire
Materialul biologic este depus pe o grilă de microscopie electronică și este păstrat într-o stare de îngheț hidratat prin congelare rapidă, de obicei în etan lichid la o temperatură apropiată de cea a azotului lichid. Prin menținerea probelor la temperatura azotului lichid sau mai scăzută, acestea pot fi introduse în coloana de vacuum înalt a microscopului electronic. Cele mai multe probe  biologice sunt extrem de radiosensibile, astfel încât acestea trebuie să fie vizualizate cu tehnici de doze mici (util, temperatura scăzută a criomicroscopiei electronice oferă un  factor suplimentar de protecție împotriva daunelor produse prin radiații).
În consecință, imaginile au un zgomot de fond foarte mare. Pentru unele sisteme biologice este posibilă obținerea unei medii a imaginilor cu scopul creșterii raportului semnal-zgomot și obținerii de informații de înaltă rezoluție  despre probă, folosind tehnica cunoscută ca analiza unei singure particule. Această abordare, în general, necesită ca particulele a căror medie se calculează să fie identice, deși acum pot fi studiate și entități cu heterogenitate conformațională limitată (de exemplu, ribozomi). Reconstituirile tridimensionale din imaginile de crio-ME  ale complexelor proteice și a virusurilor au fost obținute la rezoluție subnanometrică sau aproape atomică, permițând noi perspective în structura și biologia acestor mari ansambluri.
Analiza agregatelor ordonate de proteine, cum ar fi cristalele 2-D ale proteinelor transmembranare sau a agregatelor elicoidale de proteine, permite de asemenea un fel de medie, care poate oferi informații de înaltă rezoluție  despre specimene. Această tehnică se numește cristalografia electronică.

### Secțiunea vitrificată
Metoda filmului subțire este limitată la eșantioane subțiri (de obicei <500 nm), deoarece electronii nu pot traversa eșantioane mai groase fără evenimente multiple de împrăștiere. Eșantioanele mai groase pot fi vitrificate prin înghețare prin plonjare (criofixare) în etan (până la zeci de  μm grosime) sau mai frecvent prin congelare la presiune ridicată (până la sute de μm). Acestea pot fi apoi tăiate în secțiuni subțiri (cu grosimea de 40 până la 200 nm) cu un cuțit diamantat într-un crioultramicrotom la temperaturi mai mici de -135 ° C (temperatura de devitrificare). Secțiunile sunt colectate pe o rețea de microscopie electronică și sunt vizualizate în același mod ca și specimenul vitrificat în peliculă subțire. Această tehnică se numește microscopie crioelectronică a secțiunilor vitrificate (MCESV) sau microscopie crioelectronică a secțiunilor hidratate înghețate.

## Specimene materiale
Pe lângă faptul că este posibilă vizualizarea probelor biologice vitrificate, crio-ME poate fi de asemenea utilizată pentru a vizualiza specimene de material care sunt prea volatile în vid pentru a fi vizualizate folosind microscopia electronică standard la  temperatura camerei. De exemplu, secțiunile vitrificate ale interfețelor lichid-solid pot fi extrase pentru analiză prin crio-ME,  iar sulful, care este predispus la sublimare în vidul microscoapelor electronice, poate fi stabilizat și vizualizat în crio-ME.

## Tehnici
O varietate de tehnici pot fi utilizate în microscopia crioelectronică. Tehnici populare includ:
1. Cristalografia electronică
  1. Analiza cristalelor bidimensionale

  2. Analiza filamentelor sau tuburilor elicoidale
2. Analiza unei singure particule
3. Criotomografia electronică
4. MicroED (Difracție electronică pe microcristale)
5. Crio-ME cu rezoluție temporală[11][12][13]

## Link-uri externe
- „ME pentru to(n)ți”. ME pentru to(n)ți. Arhivat din original la 17 octombrie 2002. Accesat în 9 iunie 2006. Mai multe valori specificate pentru |lucrare= și |work= (ajutor)
- Structura fină a unui virus înghețat  Microscopia crioelectronică sofisticată cu o singură particulă dezvăluie detalii fără precedent în anvelopa proteică a unui virus, Technology Review, martie 19, 2008
- Noțiuni de bază în crio-ME - curs online de la Caltech, Profesor Grant Jensen

Baze de date primare:
- Banca de date de microscopie electronică Arhivat în 5 februarie 2019, la Wayback Machine.
- EMstats Tendințe și distribuții a hărților în BDME, de exemplu, tendința rezoluției